# Череп
Чéреп (лат. cranium) — сукупність кісток черепа тварин. Складається з мозкового черепа і лицьового черепа.

## Будова черепа людини
Череп людини складається з 23 кісток. Усі вони, крім нижньощелепної і під'язикової, міцно з'єднані швами. Обсяг мозкового черепа — близько 1500 см³. Верхня його частина утворює склепіння, а нижня — основу черепа. Зсередини в основі містяться три парні поглиблення (передня, середня і задня ямки), де розташовані (відповідно) лобові та скроневі частки і мозочок. Через численні канали й отвори основи проходять нерви і кровоносні судини, а через великий потиличний отвір порожнина черепа зв'язується зі спинномозковим каналом. Лицьовий череп утворює кістковий скелет верхніх відділів органів дихання (ніс) і травлення (рот), у ньому розташовані органи слуху, зору, нюхова частина носа. Сукупність кісток лицьового черепа визначає форму лиця. Середня окружність черепа людини 52—64 см, довжина 15—18 см, ширина 12—15 см.
У процесі росту форма черепа підлягає змінам. При народженні кістки розвинуті не цілком, а між ними маються сполучні перетинки. У ранньому дитинстві мозковий череп має значно більший обсяг у порівнянні з лицьовим. З віком ці відмінності згладжуються, відбувається поступове окостеніння швів. У старечому віці відзначається зменшення розмірів нижніх частини лиця (при атрофії нижньої щелепи).
Вивчення варіацій розмірів і форми черепа і складових його кісток має велике значення в антропології. При антропологічних дослідженнях визначають нормальну статеву і вікову мінливість черепа в різних групах сучасного населення, зв'язки цієї мінливості з типами статури, гормональним станом, соціальними і природними умовами життя, спадковістю тощо. У чоловіків череп дещо більший, його кістки масивні, сильніше розвинутий кістковий рельєф (надбрів'я, лінії прикріплення м'язів на скроневій і потиличній кістках, на нижній щелепі). З віком міняються співвідношення мозкового і лицьового відділів, заростають шви, відбувається зміна зубів тощо. У процесі антропогенезу череп поступово як би втрачає «мавпячі» риси і набуває будови, властивої сучасній людині: мозковий відділ починає переважати над лицьовим, підвищується черепний дах, її лобовий відділ стає ширшим і вищим, що обумовлено збільшенням лобової і тім'яно-скроневої областей мозку; сильно розвинуті у викопних людей надочноямкові валики слабшають і перетворюються в надбрівні дуги; зникає подовжній гребінь черепа; потилиця стає округлою і утрачає виражені в давніх людей валик та інші розростання кісток, які служили місцем прикріплення потужних шийних м'язів; зменшується виступ уперед лицьового відділу черепа, розвивається підборідний виступ на нижній щелепі. Особливості будови черепа використовуються в расознавстві й етнографії.
Мозковий череп у людини більший від лицьового. Основу мозкового черепа утворюють такі кістки: решітчаста, клиноподібна, пірамідка скроневої кістки і тіло потиличної. Бокові частини черепа утворені скроневими кістками, великими крилами клиноподібної кістки. Покрівлю черепа становлять потилична, тім'яна і лобова кістки. Череп — вмістилище для головного мозку, органів чуття. Тут починаються дихальні і травні шляхи.
Лицьовий череп має 6 парних і 3 непарних кісток. Парні кістки: верхньощелепна, вилична, носова, сльозова, піднебінна, нижня носова раковина. У верхньощелепній кістці є дві симетричні порожнини — Гайморові пазухи. Непарні кістки: нижньощелепна, леміш і під'язикова. Нижньощелепна кістка має тіло і дві гілки, які закінчуються суглобовим і вінцевим відростками. Леміш знаходиться в носовій порожнині і ділить її на дві половини. Під'язикова кістка знаходиться в області шиї. До неї підвішується гортань.
Лицьовий череп має такі ямки: орбітальну, носову, ротову, скроневу і підскроневу.
Орбітальна ямка утворена лобовою кісткою, крилами клиноподібної, паперовою пластинкою решітчастої кістки і сльозовою. З мозковим черепом вона сполучається зоровим отвором і орбітальною щілиною. В орбітальній ямці знаходиться орган зору.
Носова ямка поділена лемешем і вертикальною пластинкою решітчастої кістки на дві половини, кожна з яких трьома носовими раковинами поділена на носові ходи: верхній — нюховий, середній і нижній — дихальні.
Ротова ямка зверху обмежена твердим піднебінням, яке утворене верхньощелепною і піднебінною кістками.

### Сполучення між кістками черепа
На черепі є лише один суглоб — скронево-нижньощелепний (еліпсоподібної форми), який забезпечує рухи нижньої щелепи під час жування і розмови. Всі інші кістки сполучені неперервно — швами. Шви зубчасті, лускаті і плоскі. Зубчастих є три: вінцевий (між лобовою і тім'яними кістками), сагітальний між тім'яними кістками і лямбдоподібний (між тім'яними і потиличною кістками); лускатим швом сполучається луска скроневої кістки з тім'яною. Всі інші шви — плоскі.
Між швами є сполучна тканина (синдесмозне сполучення), за рахунок якої йде ріст кісток черепа. У дитячому черепі більше сполучної тканини, ніж у дорослих. Вона утворює тім'ячка: переднє (лобове), заднє (потиличне) і два бічних. Найбільшим є переднє тім'ячко. Воно заростає на другому році життя.

## Череп інших тварин

Череп дромеозавра

У черепних тварин утворений хрящем (міноги, хрящеві риби) і (або) кісткою (решта представників підтипу Черепні). Поділяється на ендокраніум , представлений ембріональним хрящовим черепом і його похідними в кістяку дорослих тварин, і дерматокраніум, представлений накладними кістками шкірного походження. Зміни черепа у ході еволюції обумовлені прогресивним розвитком головного мозку й органів чуттів, заміною зябрового дихання легеневим і зміною способів харчування при виході з водного середовища на сушу. Ендокраніум складається з мозкового черепа, який розвивається як переднє продовження осьового кістяка тулуба, який розростається навколо головного мозку, органів нюху і слуху, і лицьового (вісцерального черепа) — кістяка переднього відділу глотки. У дерматокраніумі розрізняють кістки даху (склепіння) і основи черепа, піднебінно-квадратного комплексу, нижньої щелепи, зябрової кришки і зябрової перетинки риб і нечисленних накладних окостенінь під'язичної і зябрової дуг. Порожнина черепу з'єднується великим потиличним отвором з хребетним каналом.
Залежно від способу з'єднання перших вісцеральних (лицьових) дуг до мозкового черепа розрізняють амфістилію, гіостилію та автостилію.
Зміни черепа в процесі еволюційного розвитку організмів обумовлені прогресивним розвитком головного мозку і органів чуття, заміною зябрового дихання легеневим і зміною різних способів живлення, що було пов'язане з переходом організмів з водного середовища на сушу. Осьовий череп складається з мозкової коробки (що вміщає головний мозок), носових капсул (що оточують органи нюху) і вушних капсул (що укладають внутрішнє вухо). Мозкова коробка підрозділяється на передній (прехордальний) і задній (хордальний) відділи. Прехордальний відділ об'єднує очноямкову і носову області черепа, хордальний — потиличну і вушну. Прехордальний відділ розвивається з трабекулярних хрящів і розташованих над ними очноямкових (орбітальних) хрящів. У ембріонів хордальний відділ розвивається навколо головного кінця хорди з розташованих по його сторонах парахордальних хрящів і вушних капсул. Парахордалії відповідають невральним дугам найбільш передніх хребців, що злилися, що дозволяє говорити про «хребетне» походження хордального відділу. У кистеперих риб обидва відділи залишаються самостійними, у решти хребетних вони зростаються у ембріонів. Прехордальний відділ вміщає зазвичай тільки передній мозок (великі півкулі), хордальний, — велику частину головного мозку. На черепах дорослих тварин межу між відділами позначають по лінії гіпофіза і отвору для виходу з черепа трійчастого нерва. Носові капсули зростаються з прехордальним відділом. У кистеперих риб і наземних хребетних крім зовнішніх ніздрів є внутрішні (хоани), такі, що відкриваються в передню частину ротової порожнини.
Залежно від будови очноямкового відділу розрізняють платибазальний і тропібазальний типи будови мозкової коробки. У платибазальному черепі прехордальний відділ має широку підставу, головний мозок проникає в очноямкову область (круглороті, акулові і дводишні риби, сучасні земноводні, ссавці). У тропібазальному черепі прехордальний відділ має вузьку підставу, великі півкулі розташовані позаду очноямкової області (решта хребетних).
Череп служить опорою[прояснити]. Він складається з метамерних розташованих хрящових дуг, які охоплюють подібно до обручів початковий відділ травного тракту. У всіх хребетних, виключаючи найпримітивніших — безщелепних, передні вісцелярні дуги перетворені в щелепи. Хрящова основа верхньої щелепи — піднебінноквадратний хрящ сформувався як результат злиття верхніх відділів двох передніх дуг — передщелепної і власне щелепної. Хрящова основа нижньої щелепи — мекелів хрящ — відповідає нижньому відділу другої вісцелярної (щелепний) дуги. Верхній відділ третьої вісцелярної (гіоїдної) дуги у риб перетворений в так званий підвісок, який зазвичай бере участь в прикріпленні щелеп до осьового черепа. У більшості риб щелепна дуга зчленовується з вісевим черепом тільки за допомогою підвіска (гіостилія). У химер і дводишних риб, а також у наземних хребетних піднебінноквадратний хрящ безпосередньо з'єднується з вісевим черепом без участі підвіска (аутостилія). У вимерлих панцирних і примітивних кісткових риб і у деяких акул щелепна дуга зчленовується з вісевим черепом як безпосередньо, так і за допомогою підвіска (амфістилія). У наземних хребетних підвісок перетворюється на слухову кісточку, провідну звуків від барабанної перетинки до внутрішнього вуха, задні вісцелярні (власне зяброві) дуги перетворяться в під'язикову кістку і хрящі гортані. У ссавців з'являються додаткові слухові кісточки — коваделко і молоточок, які сформувалися із задніх елементів відчленених небноквадратного і меккелева хрящів — квадратної і зчленівної кісток.
У вищих риб і наземних хребетних ембріональний хрящовий череп більш-менш костеніє і, крім того, покривається такими, що утворюються в глибоких шарах шкіри так званими покривними, або шкіряними, кістками. Зовні покривні кістки утворюють дах черепа, до складу якої входять носові, лобові, тім'яні, лускаті та іншв кістки. Спочатку в даху черепа були отвори лише для очей і ніздрів (стьобальний череп), але у більшості наземних хребетних позаду очних ямок є отвори — скроневі вікна, розділені скроневими, або скуластими, дугами (зігальний череп). Функція верхніх щелеп переходить до верхнегубних покривних кісток — передщелепних і щелепних. Покривні кістки небноквадратного хряща — піднебінні та крилоподібні — формують піднебінну поверхню кісткового черепа. У деяких плазунів і ссавців за рахунок цих кісток формується вторинне піднебіння, яке відокремлює область хоан від головної частини ротової порожнини.

### Безщелепні
Серед сучасних хребетних найпримітивніше побудований череп у круглоротих. Найдавніші хребетні (безщелепні) мали хрящовий або частково закостенілий ендокраніум і добре розвинутий дерматокраніум. У сучасних круглоротих кісток у скелеті нема, відсутність накладних окостенінь у них, очевидно, явище вторинне.

### Риби
У сучасних хрящових риб кісток у скелеті нема, відсутність накладних окостенінь у них, очевидно, явище вторинне. Ендокраніум не повністю костеніє в багатьох кісткових риб. У хрящових риб мозковий череп масивний, добре сформований, зазвичай сильно розвинутий його передніздрьовий відділ — рострум. Функцію щелеп виконує передня вісцеральна дуга, за нею випливає під'язикова дуга — підвісок, що з'єднує щелепну дугу з мозковою коробкою. Інші вісцеральні дуги в риб перетворені в зяброві. У кісткових риб мозковий череп і щелепна дуга покриті накладними кістками.

### Земноводні й плазуни
У наземних хребетних піднебінно-квадратний хрящ зростається з мозковим черепом, його передня частина зазвичай редукується, верхній відділ під'язикової дуги перетворений у слухову кісточку, зяброві дуги разом з нижнім відділом під'язикової дуги перетворяться в під'язиковий апарат, зяброва кришка зникає, дах мозкового черепа в тому або іншому ступені утворений накладними кістками.
У теперішніх земноводних накладні окостеніння скроневої і щічної області сильно редукуються. Ендокраніум не повністю костеніє в багатьох сучасних земноводних.
Для плазунів характерний розвиток скроневих вікон (отворів) і скроневих дуг, у крокодилів добре розвинуте вторинне кісткове піднебіння.

### Птахи
У птахів різко збільшується обсяг черепної порожнини, що пов'язано зі збільшенням розмірів головного мозку. У птахів кістки черепа тонкі, цілісна черепна коробка утворюється шляхом їхнього злиття. Для них характерна також наявність беззубих щелеп, які утворюють дзьоб. У деяких птахів присутнє тверде піднебіння, особливості будови якого є важливою систематичною ознакою.

### Ссавці
У ссавців різко збільшується обсяг черепної порожнини, що пов'язано зі збільшенням розмірів головного мозку. Для черепа багатьох ссавців характерне утворення (шляхом злиття) комплексних кісток (наприклад, потиличної, скроневої). Задні кістки щелепної дуги перетворені в додаткові слухові кісточки. У зв'язку з цим формується новий щелепний суглоб. Під'язикова і зяброва дуги представлені під'язиковим апаратом і хрящами гортані.